# Brasil Game Show
A Brasil Game Show (BGS) é uma feira anual de videogames organizada pelo empresário Marcelo Tavares, atualmente realizada em São Paulo, Brasil. A feira é considerada a maior conferência do gênero em toda a América Latina e uma das maiores do mundo.

## História
A Brasil Game Show foi realizada pela primeira vez em 21 de junho de 2009, no Rio de Janeiro, sob o título Rio Game Show, e teve um público aproximado de 4 mil participantes. Até aquele ano, o Brasil estava há cerca de 3 anos sem qualquer evento do gênero. O público dobrou na edição seguinte, que aconteceu nos dias 28 e 29 de novembro 2009. No ano seguinte, a feira foi renomeada para o nome atual, Brasil Game Show, e contou com um público de aproximadamente 30 mil visitantes.Em 2011, a feira recebeu cerca de 60 mil pessoas, superando as expectativas de 50 mil fãs previstos para aquele ano.
Ainda em 2011, foi anunciado que a realização da feira seria alternada entre as cidades de São Paulo e Rio de Janeiro, a partir de 2012. No final de 2012, porém, a organização do evento anunciou que a edição de 2013 seria realizada somente em São Paulo.
Em 2012, a expectativa era de que 80 mil visitantes comparecessem ao evento. Mas as expectativas foram novamente superadas, e a BGS alcançou a marca de 100 mil visitantes, consolidando o título de maior feira de jogos eletrônicos da América Latina.
A edição de 2013 foi realizada no Expo Center Norte, em São Paulo, nos dias 25 (exclusivo para a imprensa), 26, 27, 28 e 29 (abertos ao público) de outubro. A expectativa, desta vez de 150 mil visitantes, foi novamente superada, e a feira contou com o dobro do espaço em relação ao ano anterior. Gigantes do mundo dos games apresentaram seus lançamentos para o público, e entre os destaques estavam o Xbox One (Microsoft) e o Playstation 4 (Sony).
Em 2014, o espaço do Evento foi novamente dobrado, e ocupou todos os cinco pavilhões do Expo Center Norte, em SP. A Feira ocorreu nos dias 8 (exclusivo para imprensa e business), 9, 10, 11 e 12 (abertos ao público) de outubro, contando com mais de 250 mil visitantes. Ainda em meados de março de 2014, grandes empresas do mundo dos games confirmaram presença no evento, como Ubisoft, Ongame, Razer e outras.
A Brasil Game Show 2015, realizada entre os dias 8 e 12 de outubro no Expo Center Norte, em São Paulo, estabeleceu novos recordes e se firmou como a maior edição do principal evento de games da América Latina. A feira reuniu nos cinco dias mais de 300 mil visitantes, número superior ao do ano passado, e expôs ao público mais de 100 lançamentos. Novamente ocupou todos os cinco pavilhões do Expo Center Norte, em SP. Em uma área de cerca de 70 mil m2, o público pôde encontrar convidados internacionais ilustres – como Phil Spencer, chefe da divisão XBOX da Microsoft, e Yoshinori Ono, produtor do game Street Fighter V.
A nona edição da BGS ocorreu nos dias 1 a 5 de setembro de 2016 em novo local, no São Paulo Expo. A mudança de data visou antecipar mais lançamentos e apresentar aos visitantes um número ainda maior de produtos inéditos. Foram mais de 200 marcas expondo no evento, e mais de 3 mil jornalistas do brasil e do exterior registrando o evento. Os jogos em realidade virtual foram destaques, onde o público e a imprensa puderam testar em primeira mão o Playstation VR.
Em 2017, a Brasil Game Show completa 10 edições, e um segundo evento foi anunciado para o Rio de Janeiro, focado em e-Sports: a Brasil Game Cup Rio (BGC Rio), que será realizada em Abril de 2017.

## Brasil Game Cup
Os e-Sports, ou esportes eletrônicos, também ocupam um lugar importante na BGS. Destaque para a Brasil Game Cup (BGC) de 2015, com torneio de Dota2 realizado em um palco gigante em frente a uma plateia para 4.000 pessoas e premiação total de R$ 60.000. A disputa entre oito equipes – 5 brasileiras, 2 peruanas e uma argentina – sagrou bicampeã a paiN Gaming, que venceu a final por 3 a 0 e garantiu um prêmio de R$ 40.000. A equipe T.Show foi a segunda colocada e levou para casa R$ 15.000. A Keyd Stars ficou com o terceiro lugar e o prêmio de R$ 5.000.
Em 2016 aconteceu a maior edição da Brasil Game Cup até hoje. Foram mais de 90 mil reais em prêmios, energéticos da tnt, computadores da dell, prêmios da saga e premiações com ingressos de graça no cinemark. Com plateia de mais de 2 mil pessoas, foram vários jogadores competindo entre CS:GO, DOTA 2 e a estreia de um game mobile no torneiro de Clash Royale. A edição 2016 da BGC foi apresentada pelo ator e apresentador Luciano Amaral e com uma série de grandes nomes como narradores e comentaristas, além de transmitida pelos canais oficiais no Youtube, Twitch e Hitbox; contou também com a parceria do Twitter e transmissão pelos canais do Esporte Interativo, na tv a cabo.
Para 2017, um segundo evento foi anunciado para o Rio de Janeiro, focado em e-Sports: a Brasil Game Cup Rio (BGC Rio), que será realizada em Abril. 

## Eventos
| Data                      | Local                                           | Visitantes Únicos              | Alguns Parceiros |
| ------------------------- | ----------------------------------------------- | ------------------------------ | --- |
| 21 de junho, 2009         | Rio de Janeiro                                  | 4.000                          | |
| 28 e 29 de novembro, 2009 | Rio de Janeiro                                  | 8.000                          | |
| 20 e 21 de novembro, 2010 | Centro de Convenções Sulamérica, Rio de Janeiro | 30.000                         | Sony, Warner, Blizzard, NC Games, Seven Computação Gráfica, Warner, Maurício de Souza |
| 5 a 9 de outubro, 2011    | Rio de Janeiro                                  | 63.119                         | Sony, NC Games, Seven Computação Gráfica, Microsoft, M-Coin, Vostu, Hazit Online Games, Level-up!, Mentez, Warner, EA, Codemasters, Yoshinori Ono, Zafer Coban |
| 11 a 14 de outubro, 2012  | São Paulo                                       | 100.599                        | Sony, Microsoft, Nintendo, Riot Games, Activision, Konami, Warner Games, EA, Codemasters, Capcom, Ecogames, Gamérica, NC Games, Level Up!, ZAP Games, Razer, Hoplon Infotainment, AMD, House Games, Razor Games, 1337 Entertainment, Global Collect, The Castle Builder, PlayTV, 3D Voyage, Action Prime Games, Disney, Insane Media, Gametel, LG, Incomm, Baixaki, Rocket Store |
| 25 a 29 de outubro, 2013  | Expo Center Norte, São Paulo                    | 151.654                        | Sony, Seven Computação Gráfica, Warner Games, Activision, EA, Blizzard Entertainment, NVidia, Razer, Level Up!, Hoplon Infotainment, NC Games, Ubisoft, Kingston, Baixaki, Install Core, Incomm, InnoGames, Rixty, PlayTV, Furfle, Corsair, Game Insight |
| 8 a 12 de outubro, 2014   | Expo Center Norte, São Paulo                    | 252.966                        | Razer, Ongame, Ubisoft, Mad Catz, Playphone, Kingston EA* |
| 8 a 12 de outubro, 2015   | Expo Center Norte, São Paulo                    | 300.138                        | Sony, Microsoft, Warner Games, Activision, EA, NVidia, Razer, Ubisoft |
| 1 a 5 de setembro, 2016   | São Paulo Expo                                  | + de 300 mil (a ser divulgado) | Sony, Microsoft, Capcom, Razer, Saraiva, Warner Games, Supercell, Ubisoft, Kingston, EA |